# Frank Capra junior
Frank Capra junior (* 20. März 1934 in Los Angeles, Kalifornien als Frank Warner Capra; † 19. Dezember 2007 in Philadelphia, Pennsylvania) war ein US-amerikanischer Filmproduzent.

## Leben
Er war eines von drei Kindern des Regisseurs Frank Capra und seiner zweiten Frau Lucille Rayburn Warner. Ursprünglich wollte er Wissenschaftler werden und erwarb auch einen Abschluss in Geologie am California Institute of Technology. Allerdings arbeitete er anschließend in der Forschungsabteilung von Hughes Tool Company, dem Konzern von Howard Hughes und drehte dort mehrere Kurzfilme über spezielle Waffen und Torpedos, wodurch er wieder mit dem Filmgeschäft in Berührung kam.
Capra war Präsident der EUE Screen Gems Studios in Wilmington, North Carolina. Wie sein Vater und sein Sohn Frank Capra III war er im Showbusiness aktiv. Er produzierte verschiedene Fernsehfilme und Kinofilme, vor allem in den 1970er und 1980er Jahren.
Er verstarb in der Nacht vom 19. Dezember 2007 in einem Krankenhaus in Philadelphia, Pennsylvania nach langer Krankheit an Prostatakrebs.

## Filmografie (Auswahl)
- 1969: Verschollen im Weltraum (Marooned)
- 1971: Flucht vom Planet der Affen (Escape from the Planet of the Apes)
- 1972: Eroberung vom Planet der Affen (Conquest of the Planet of the Apes)
- 1972: Mach’s noch einmal, Sam (Play It Again, Sam)
- 1973: Die Schlacht um den Planet der Affen (Battle for the Planet of the Apes)
- 1973: Tom Sawyers Abenteuer (Tom Sawyer)
- 1978: Die Colson Affäre (Born Again)
- 1984: Der Feuerteufel (Firestarter)
- 1985: Marie – Eine wahre Geschichte (Marie)